# Folkomröstningen om Danmarks grundlag 1939
Folkomröstningen om Danmarks grundlag 1939 gällde bland annat om Danmarks överhus, Landstinget, skulle ersättas av ett riksting. Rikstingets ledamöter skulle väljas dels av folketinget, dels genom direka val. Förslaget till ny grundlag innehöll även en sänkning av rösträttsåldern till 23 år.
Förslaget fick stöd av 91,9 procent av de som röstade (966 227 röster), medan 3,9 procent röstade emot (85 717 röster). Då bara 44,5 procent valde att rösta kom förslaget ändå att falla då ett valdeltagande på minst 45 procent krävdes för att det skulle bli godkänt. Som en följd av att förslaget avslogs avgick John Christmas Møller som partiledare för det Konservative folkeparti.